# Plithocyon
Hemicyon (лат.) — вымерший род млекопитающих из подсемейства хемиционин (Hemicyoninae) семейства медвежьих, живших во времена миоцена (23,03—5,333 млн лет назад) на территории Евразии и Северной Америки. Места находок ископаемых остатков: США (Монтана, Небраска, Калифорния, Нью-Мексико, Флорида), Франция, Испания и Турция.

### Виды
По данным сайта Paleobiology Database, на декабрь 2022 года в род включают 3 вымерших вида:
- Plithocyon armagnacensis (Ginsburg, 1955)
- Plithocyon barstowensis (Frick, 1926)
- Plithocyon ursinus (Cope, 1875)